# Beau Geste (filme de 1926)
Beau Geste é um filme de drama mudo americano de 1926 dirigido por Herbert Brenon e baseado no romance de 1924 Beau Geste de PC Wren. Ronald Colman estrela como o personagem principal como o legionário Michael "Beau" Geste.
Lançado em 25 de agosto de 1926, o filme é em preto-e-branco mas originalmente continha sequências em Technicolor.

## Sinopse
Michael “Beau” Geste deixa a Inglaterra em desgraça e se junta à infame Legião Estrangeira Francesa. Ele se reencontra com seus dois irmãos no Norte da África, onde enfrentam maior perigo por parte de seu próprio comandante sádico do que por parte dos árabes rebeldes.

## Elenco

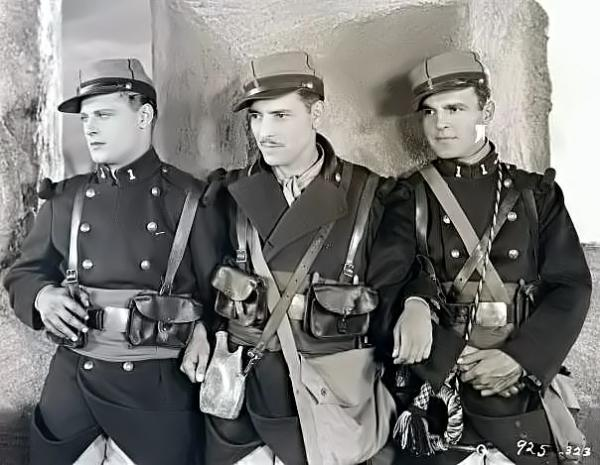
Ralph Forbes, Ronald Colman e Neil Hamilton.

- Ronald Colman como Michael "Beau" Geste
- Neil Hamilton como Digby Geste
- Ralph Forbes como John Geste
- Alice Joyce como Lady Patrícia Brandon
- Mary Brian como Isabel
- Noah Beery como Sargento Lejaune
- Norman Trevor como Major de Beaujolais
- William Powell como Boldini
- George Regas como Maris
- Bernard Siegel como Schwartz
- Victor McLaglen como Hank
- Donald Stuart como Buddy
- Paul McAllister como Santo André
- Redmond Finlay como Cordere
- Boghwan Singh como Príncipe Ram Singh (como Ram Singh)
- Maurice Murphy como jovem Beau

## Produção
A produção seria filmada na Argélia, mas a Guerra do Rif interferiu, então, em vez disso, foi filmada no deserto a leste de Burlingame, na Califórnia, e a sudoeste de Yuma, no Arizona.

## Recepção
Mordaunt Hall, crítico do The New York Times, escreveu que "Aventura, romance, mistério e afeto fraternal estão habilmente ligados na tradução pictórica do romance absorvente de Percival Christopher Wren, 'Beau Geste'". Ele também elogiou muitos dos artistas principais: Colman ("fácil e simpático"), Joyce ("encantador"), Trevor ("eficaz") e Powell ("um excelente estudo de personagem de Boldini"). A crítica da Variety descreve o filme como "É um melodrama de mistério bem feito. [...] há aquela falta de mudança de ritmo e sua duração."
Beau Geste ganhou a Medalha de Honra Photoplay, concedida pela revista Photoplay, um dos primeiros prêmios da indústria cinematográfica que reconhece o melhor filme do ano.